# Ophisternon infernale
Ophisternon infernale је зракоперка из реда Synbranchiformes и фамилије Synbranchidae. 

## Угроженост
Ова врста се сматра угроженом.

## Распрострањење
Мексико је једино познато природно станиште врсте.

## Станиште
Станиште врсте су слатководна подручја.